# 管恒禄
管恒禄，南京农业大学党委书记、教授、江苏省十一届人大代表。江苏苏州市人，1951年生。1968年至1974年在昆山县插队。1976年加入中国共产党。1978年江苏农学院牧医系毕业。1978年至1991年先后任南京农业大学动物医学院助教、讲师、副教授、党总支副书记、书记。1992年参加中共江苏省委社教与扶贫工作。1993年至1994年先后任南京农业大学党委办公室主任、党委副书记。1995年任南京农业大学党委书记。1997年9月至1998年1月在中共中央党校进修二部29期学习。1998年获国务院“政府特殊津贴”。2001年至2007年先后任江苏省政协八届、九届委员。